# Marchena (wyspa)
Marchena – bezludna wyspa wulkaniczna w archipelagu Galapagos należącym do Ekwadoru. Jest największą wyspą w północnej grupie archipelagu.

## Nazwa
Hiszpańska nazwa wyspy Marchena pochodzi od nazwiska brata Antonio Marcheny, a angielska Bindloe od nazwiska kapitana Johna Bindloe.

## Warunki naturalne
Jest to wyspa wulkaniczna – wyspę tworzy niski wulkan tarczowy z jedną z największych kalder (6 x 7 km) w archipelagu. Ściany kaldery zostały zasypane materiałem z erupcji. Ostatnia erupcja wulkanu na niej wystąpiła w 1991 roku, po co najmniej stuletniej przerwie. Była to pierwsza odnotowana erupcja tego wulkanu. Na sąsiednich wyspach aktywność wulkaniczna nie występuje.
Na wyspie nie ma miejsc dostępnych dla turystów, jedynie w dwóch miejscach (Punta Espejo i Punta Mejía) dopuszczone jest nurkowanie.

### Fauna
Występują tu gatunki endemiczne dla Galapagos, m.in. jaszczurka lawowa Microlophus habelii, myszołowy galapagoskie i uszanki galapagoskie. Na południowo-zachodnim wybrzeżu znajdują się groty skalne, w których schronienie znajdują kotiki galapagoskie.
Na wyspę zostały zawleczone przez ludzi dwa gatunki inwazyjne, stanowiące zagrożenie dla lokalnego ekosystemu. Kozy zostały wytępione niemal całkowicie do 1979 roku, choć niedobitki znaleziono jeszcze na przełomie XX i XXI wieku. Program eradykacji mrówek Wasmannia auropunctata pozwolił do 2007 roku zredukować ich populację, jednak okazało się, że skolonizowały one większy obszar niż przewidywano.